# Tetrastichus dhireni
Tetrastichus dhireni är en stekelart som beskrevs av Saraswat 1978. Tetrastichus dhireni ingår i släktet Tetrastichus och familjen finglanssteklar. Inga underarter finns listade i Catalogue of Life.